# 카르티르
카르티르(영어: Kartir, ? ~ 3세기)는 사산 왕조 시대의 조로아스터 교 신관(마기)이다. 팔라비어로는 키르데르(krtyr) 혹은 카르디르(Kirdēr) 라고 표기한다. 샤푸르 1세에서 나르세스 1세의 치세까지 사산 왕조의 종교 정책에 큰 영향을 끼쳤다.

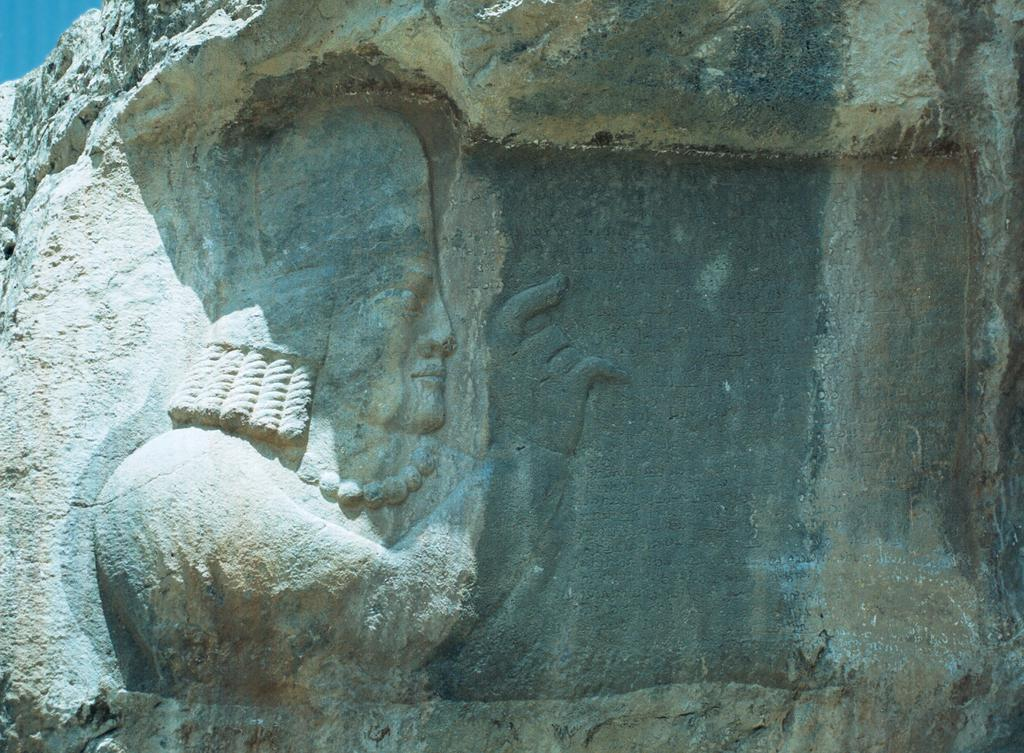
나그셰 라자브의 비문

카르티르는 조로아스터교의 분파인 주르반 종파와는 달리 아후라 마즈다를 강조하는 입장이었다. 나그셰 라자브(en:Naqsh-e Rajab)의 비문에서 카르티르는 천국과 지옥의 존재를 명확하게 묘사하였으므로, 운명론적인 입장의 주르반과는 의견의 차이가 있었다. 결국 샤푸르 1세의 치세엔 주르반 주의를 이단으로 취급하였다. 그러나 이 종파 대립에 대한 자세한 사항은 아직 연구가 부족하다.
인도-이란(en:Indo-Iranians)지역에서 바빌로니아 인들에게 전해진 신전 숭배는 아케메네스 왕조 시대의 아르타크레스크세스 2세 때부터 세금 징수의 목적으로 도입되었다. 하지만 점차 신전 자체가 숭배의 대상이 되었기 때문에, 카르티르는 우상 파괴 운동을 벌였다. 이것은 카르티르가 고위 신관으로 활약했을 때의 일이었으며, 신전의 우상들을 배척하고 신전을 단지 법률적으로 불을 숭배할 뿐의 장소로 만들어버렸다.
카르티르의 글에 의하면, 그는 샤푸르 1세의 치세에 권력을 잡고 새로운 왕을 보좌했다. 또한 샤푸르 1세의 아들 호르미즈드 1세의 치세에는 모우바단 모우바드(Mowbadān-Mowbad, 모우바드 중의 모우바드)에 등극하였으며 자신과 다른 의견을 제시하는 하급 신관들을 억누르며 다른 종교를 박해하였다. 특히 그 다음의 집권자 바흐람 1세의 치세에는 마니교의 창시자 마니를 처형하였다. 샤푸르 1세가 예언자(마니)를 보호하는 입장에 있던 것에 비해 바흐람은 카르티르의 정책에 보다 가까웠다.
그 밖의 카르티르의 행적은 나그셰 루스탐(en:Naqsh-e Rustam)에 존재하는 비문(en:Ka'ba-i Zartosht)이외엔 남아 있는 것이 없다.

## 참조
- Encyclopaedia Iranica 보관됨 2010-12-08 - 웨이백 머신

## 관련 문헌
- MacKenzie, David Niel (trans.) (1970). "The Kartir Inscriptions". Henning Memorial Volume. London: Lund Humphries. ISBN 0-85331-255-9. Kartir's inscription on the Ka'ba-i Zartosht, inscription at Naqsh-e Rajab